# 유어 더 워스트
《유어 더 워스트》(영어: You're the Worst)는 2014년부터 현재까지 방영된 미국의 시트콤이다.